# 竹中優介
竹中 優介（たけなか ゆうすけ）は、TBSテレビ所属のテレビプロデューサー、ドキュメンタリー映画監督、ライブ・イベント演出。趣味は音楽、食べ歩き、麻雀

## 来歴・人物
東京都目黒区出身。慶應義塾普通部、慶應義塾高等学校、慶應義塾大学卒業。
中学校～大学まで吹奏楽部に所属しトランペットを担当。

## 監督作品
- SKE48ドキュメンタリー映画「アイドル」[3]
- 日向坂46 ドキュメンタリー映画「3年目のデビュー」[4]
- 日向坂46 ドキュメンタリー映画「希望と絶望 その涙を誰も知らない」[5]

## 現在の担当番組
TBSテレビ
- すとぷりnoりみっと
- SASUKE（不定期特番、協力プロデューサー）
- KUNOICHI（不定期特番、協力プロデューサー）

TBSチャンネル1
- 乃木坂お試し中
- 乃木坂46アンダードキュメンタリー（アンダーライブドキュメント）
- AKB48グループ歌唱力No.1決定戦シリーズ
- Spicy Sessions

## 過去の担当番組
- アッコにおまかせ!
- 王様のブランチ
- 櫻井・有吉 THE夜会
- 究極バトル“ゼウス”
- A-Stuido
- 第47回日本レコード大賞
- 第48回日本レコード大賞
- DOORS
- イコノイ、どーですか？
- AKB48裏ストーリー（TBSチャンネル）
  - 「田野優花編[6]」「北原里英編」「込山榛香編」「岡田奈々編[7]」「小嶋陽菜編」
- AKB48のあんた、誰?（NOTTV）
  - あん誰 同窓会（TBSチャンネル）
- SKE48 ZERO POSITION 〜チームスパルタ!能力別アンダーバトル〜
- かなりんのトップ目とれるカナ？
- りりぽんのトップ目とったんで!
- さえぴぃのトップ目とったんで!
- 東京絶品神グルメ 乃木坂46の食べるだけ
- TBSスター育成プロジェクト 私が女優になる日_[8]